# Tournoi de tennis de Chichester (WTA 1976)
Pour un article plus général, voir Tournoi de tennis de Chichester.
Le tournoi de tennis de Chichester est un tournoi de tennis professionnel féminin. L'édition 1976 se dispute du 31 mai au 5 juin 1976.
Marise Kruger remporte le simple dames. En finale, elle bat Bunny Bruning, décrochant à cette occasion le 1er titre de sa carrière sur le circuit WTA.
L'épreuve de double voit quant à elle s'imposer Marise Kruger et Elizabeth Vlotman.

## Résultats en simple

### Tableau final
|  |               |  |   |   |  |
|  | Finale        |  |   |   |  |
|  |               |  |   |   |  |
|  |               |  |   |   |  |
|  | Marise Kruger |  | 6 | 6 |  |
|  | Marise Kruger |  | 6 | 6 |  |
|  | Bunny Bruning |  | 2 | 2 |  |

## Résultats en double

### Tableau final
|  |                                 |  |   |   |  |
|  | Finale                          |  |   |   |  |
|  |                                 |  |   |   |  |
|  |                                 |  |   |   |  |
|  | Marise Kruger Elizabeth Vlotman |  | 6 | 6 |  |
|  | Marise Kruger Elizabeth Vlotman |  | 6 | 6 |  |
|  | Corinne Molesworth Naoko Sato   |  | 2 | 1 |  |